# COCO Park
星河COCO Park，是中國大陸的大型购物商场品牌，由深圳市星河房地产经营有限公司創立，並由深圳市星河商用置业股份有限公司（新三板除牌前：839819，简称：星河商置）管理營運。目前在深圳有3個商場、南昌有一個商場，並將在廣州南沙区建造一個商場。

## 福田店

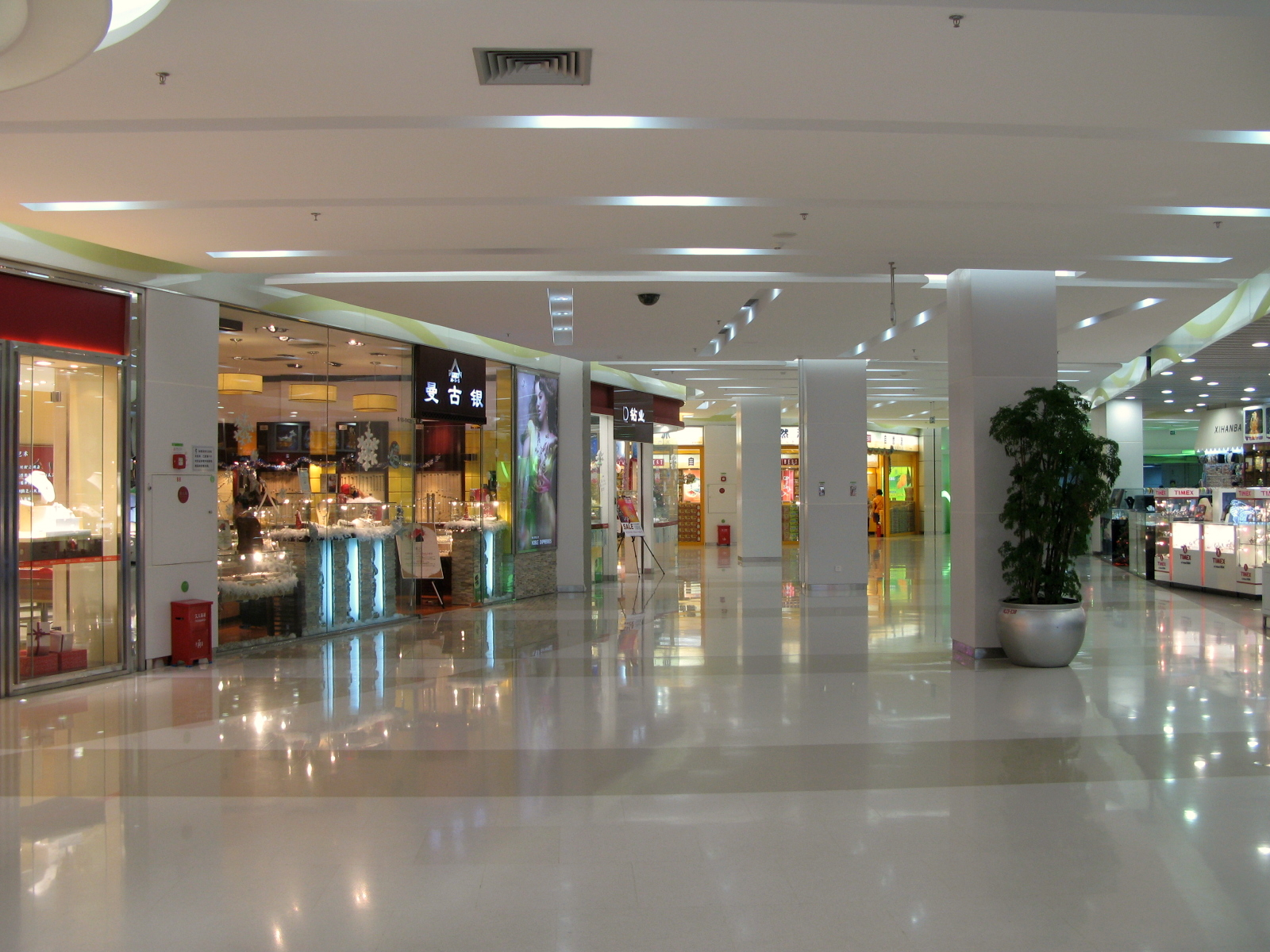
福田星河COCO Park商场內部

星河Coco Park福田店邻近深圳会展中心及深圳地铁购物公园站，於2006年9月30日正式对外开放。商场楼高5层，面积达85,000平方米。商场设有百老匯院線，提供5个影院，合共774座位的戏院，整个项目总投资达6.8亿人民币。
深圳地铁
- █1号线、█3号线:購物公園站C、F出口

## 龙岗店
星河Coco Park龙岗店位于深圳市龙岗区大运新城，于2012年9月1日开放，项目投资10亿人民币。内另有山姆会员店。

### 公共交通
深圳地铁
- █3号线:爱联站
- █3号线、█14号线、█16号线:大运站

巴士
- 深惠3A、深惠3B、M266、M268、309、M309、M310、M320、351、358、M359、366、380、651、812、833、905路龙岗Coco Park东站
- M229路、923路龙格路口站
- 深惠3A、深惠3B、M266、M268、M278、309、M309、M310、M319、M320、358、M359、366、380、651、K651、811、812、833、868路爱联地铁站站
- 深惠3A路、深惠3B路、M229、M266、M268、M294、M303、309、M309、M310、M314、M316、M318、M320、M322、351、M357、358、M359、366、M367、380、651、B809、812、823、833、B852、868、923路大运地铁站站

## 星河COCO City（民治店）
龍華新區民治星河COCO City已於2018年9月開業。商場鄰近深圳地鐵10號綫雅寶站。

## 姊妹品牌
- 星河COCO City （民治店）（在龍華新區民治街道及常州開設的購物中心）
- 星河ICO（在龍華新區龍華街道及龍崗區龍城街道開設的購物中心，此品牌的商場，為星河商置的輕資產項目，業權由開發商持有，而星河商置則負責為項目進行整體規劃、招商、營運等工作）
- COCO Garden（在惠州開設的一間社區型購物中心）
- 星河第三空間（在福田區彩田路開設的一間高端家居裝修設計購物中心）

1. ↑  龙岗政府在线. .   [2025-07-23].